# Demografia da Abecásia
A Demografia da Abecásia é muito diversificada. Os dados demográficos da Abecásia - uma região no Cáucaso e uma república autônoma no norte da Geórgia que declarou sua independência no início da década de 1990 - foram fortemente afetados pela guerra civil de 1992-1993 com a Geórgia, que viu a expulsão e fuga de mais de metade da população da república. O último censo oficial promovido por órgãos georgianos na região foi em 1989, que registrou 525 061 habitantes no território. Desde então, os registros populacionais no país são realizados apenas por órgãos abecásios, sem a participação do governo da Geórgia, que passou apenas a publicar estimativas populacionais sobre o território e não considera a população desta região na contagem de sua população total. A composição étnica da Abecásia, no passado e na história atual, desempenha um papel central no conflito Geórgia-Abecásia.

## População
O tamanho atual exato da população abecásia não é claro. De acordo com o censo realizado em 2003, 215 972 pessoas viviam no país, mas este registro é contestado por autoridades da Geórgia. O Departamento de Estatísticas da Geórgia estimou a população da Abecásia em aproximadamente 179 000 habitantes em 2003 e 178 000 habitantes em 2005 (o último ano em que tais estimativas foram publicadas pela Geórgia).
A Encyclopædia Britannica estimou, em 2007, que a população abecásia fosse de 180 000 habitantes. O International Crisis Group estimou, em 2006, uma população total entre 157 000 e 190 000 habitantes, enquanto o Programa das Nações Unidas para o Desenvolvimento (PNUD) declarou uma população estimada entre 180 000 e 220 000 habitantes em 1998.
Devido à guerra de 1992-1993, mais da metade da população da abecásia se refugiou na Rússia, Turquia e em outras partes da Geórgia. Pessoas etnicamente georgianas migraram para os arredores de Tbilisi e Batumi. De acordo com o último censo, promovido em 2011 pelo governo da República da Abecásia, o país tinha 240 705 habitantes naquele ano.
|      | População média (x 1000) | Nascidos vivos | Mortes | Emigração | Taxa bruta de natalidade (em 1000) | Taxa bruta de mortalidade (por 1000) | Emigração (por 1000) |
| ---- | ------------------------ | -------------- | ------ | --------- | ---------------------------------- | ------------------------------------ | -------------------- |
| 2003 | 218                      | 1.816          | 1.142  | 674       | 8.3                                | 5.3                                  | 3.1                  |
| 2004 | 221                      | 1.919          | 1.233  | 686       | 8.7                                | 5.6                                  | 3.1                  |

## Composição étnica
A população da Abecásia permanece etnicamente muito diversificada, mesmo depois da Guerra 1992-1993. Atualmente, a população é composta principalmente de etnicamente abecásios, georgianos (principalmente mingrélios), armênios e russos. Antes da guerra, georgianos étnicos compuseram 45,7% da população da Abecásia. No entanto, até 1993, a maioria dos georgianos e alguns russos e armênios haviam fugido da Abecásia como parte de uma limpeza étnica.
Os primeiros registros confiáveis na Abecásia são as listas familiares compiladas em 1886 (publicadas em 1893, em Tbilisi), segundo a qual a população do Distrito de Sucumi era de 68 773, dos quais 30 640 eram Samurzaqanoanos, 28 323 abecásios, 3 558 mingrélios, 2 149 gregos, 1 090 armênios, 1 090 russos, 637 estonianos e 608 georgianos. Samurzakan é o atual distrito de Gali, na Abecásia. A etnia dos Samurzaqanoanos é contestada. Mas a comparação das figuras de 1886 mostra claramente que eles eram abecásios. As Listas de família compilam tabelas de resumo adicionais, e nestes, Samurzaqanoanos não estão listados, mas o número de abecásios, na província de Cutáissi, é dado como 60 432 no total. No distrito de Batumi (que era parte da província de Cutáissi) 1 469 abecásios foram listados. Assim, 58 963 permanecem listados como samurzaqanoanos no distrito de Sucumi. Hoje em dia, os samurzaqanoanos são linguisticamente assimilados com os mingrélios.
De acordo com o censo de 1897, havia 58 697 habitantes na Abcásia, que listavam o abecásio como língua materna, além de 23 810 pessoas que tinham o mingrélio como língua materna e 1 971 pessoas que declaravam o georgiano como língua materna (incluindo o dialeto Imeretian). A população do distrito de Sucumi (Abecásia) foi de cerca de 100 000 habitantes naquela época. Gregos, russos e armênios compunham 3,5%, 2% e 1,5% da população do distrito. No final do século XIX, abecásios eram pouco mais de 53% da população da região. De acordo com o censo agrícola de 1917, organizado pelo Governo provisório Russo, georgianos e abecásios respondiam por 41,7% (54.760 habitantes) e 30,4% (39.915 habitantes) da população rural da Abecásia, respectivamente.
Durante a União Soviética, a população da Geórgia cresceu mais rápido do que o da Abecásia, devido à migração em grande escala executada especialmente sob o governo de Joseph Stalin e Lavrenty Beria, que ele mesmo era um georgiano nascido na Abecásia.
Em 2008, quase todos os cerca de 2000 Svanos no canto superior do Vale de Kodori fugiram da Abecásia quando este pedaço de terra foi conquistado pelo exército abecásio durante a guerra entre Geórgia e Rússia. As autoridades da Abecásia têm apelado para os refugiados svanos voltarem para o país, mas no final de março de 2009 apenas 130 pessoas continuaram a viver no Vale de Kodori.